# 森信号所
森信号所（もりしんごうじょ）は、かつて大阪府交野市私市にあった、京阪電気鉄道交野線の信号場である。

## 歴史
交野市駅から当信号所までの複線化に伴い設置されたが、当信号所から私市駅まで複線化されたことに伴い廃止された。

### 年表
- 1987年（昭和62年）5月28日：交野市 - 当信号所間複線化に伴い信号所開設。
- 1992年（平成4年）9月12日：当信号所 - 私市間の複線化に伴い信号所廃止。

## 隣の駅
京阪電気鉄道
交野線
交野市駅 - 森信号所 - 河内森駅